# Sjoren

Vlag van de Sjoren

De Sjoren, Sjortsen of Sjors (Sjor: enkv.  шор-кижи, sjor-kizhi, тадар-кижи, tadar-kizhi, шор, sjor, тадар, tadar, meerv. шор-кижилер, sjor-kizhiler, тадар-кижилер, tadar-kizhiler, шорлар, sjorlar, тадарлар, tadarlar, Russisch: Шорцы; Sjortsy) zijn een klein volk in Siberië. Van de bijna 13.000 Sjoren spreken ongeveer 2.800 mensen de gelijknamige Turkse moedertaal Sjor. Het Russisch is echter hard bezig het Sjor te vervangen.

## Aantallen en verspreiding
| Jaar                | Aantal |
| ------------------- | ------ |
| jaren 60 (19e eeuw) | 10.688 |
| 1897                | 12.097 |
| 1926                | 12.601 |
| 1939                | 16.042 |
| 1959                | 14.938 |
| 1970                | 15.950 |
| 1979                | 15.182 |
| 1989                | 15.745 |
| 2002                | 13.975 |
| 2010                | 12.888 |

Bij de Russische volkstelling van 2010 gaven 12.888 inwoners aan tot dit volk te behoren. Het grootste deel hiervan woonde in de oblast Kemerovo (10.672 personen), met minderheden in de autonome republieken Chakassië (1.150) en Altaj (87). Het thuisland van de Sjoren is de Bergachtige Sjor in het zuiden van de oblast Kemerovo. Daarbinnen woont een groot aantal van hen in de plaats Sjeregesj, de Koeznetskse Alataoe, langs de Kondomarivier en de Mras-Soerivier (in het stroomgebied van de Tom).

## Geschiedenis

### Nomadenvolk in Siberië
De oorsprong van de Sjoren is onduidelijk. Het is een mengvolk dat ontstaan is uit Oegrische en Samojeedse volkeren, Ketten en Turkse stammen. Ze trokken lange tijd als nomaden rond over de taiga ten noorden van de Sajan. Tussen de 6e en 13e eeuw zouden ze onder invloed van de Altaj, Oeigoeren en Chakassen (Jenisej Kirgiezen) een Turkse taal zijn gaan spreken. Ook namen ze in die tijd de naam 'As' aan. In de loop der tijd werd hun cultuur steeds meer beïnvloed door Mongoolse en Tataarse invloeden. Vanaf de 6e eeuw moesten ze schatting betalen aan de Turkse grootkans, Oeigoerse kans, Mongoolse en Kalmukse leenheren. Tussen de 14e en 17e eeuw maakte het volk deel uit van de sociale eenheid Hongoray of Hooray, die leefde op de steppen rond de middenloop van de Jenisej.

### Russische kolonisatie
In 17e- en 18e-eeuwse Russische documenten worden de namen Smeden-Tataren (кузнецкие татары), Kondoma-Tataren (кондомские татары) en Mras-Soe Tataren (мрасские татары) gebruikt. De naam smeden werd aan hen gegeven vanwege hun goede smeedkunsten. De Russen kwamen zelf naar de regio vanaf 1618. De wapens van de Sjoren waren geen partij tegen de Russen, die hen al snel onderwierpen aan de jasak. De Russen hadden het echter ook voorzien op hun ijzerwaren (alsook hun sabelmarterhuiden) en in 1641 probeerden ze de handel van de Sjoren te vernietigen en deze zelf in handen te krijgen. Dit mislukte echter daar de Sjoren er zwaar op gebrand waren hun ijzerhandel (met onder andere de Kalmukken, Teleoeten en Chakassen) te behouden, daar dit hun belangrijkste levenswijze was. Begin 18e eeuw wisten de Russen de handel echter alsnog in handen te krijgen, waarna de economie van de Sjoren instortte aan het einde van die eeuw. Een andere reden hiervoor was de instelling van de grenslijn tussen het Russische Rijk en hun belangrijkste ijzerkopers; de Kalmukken en Chakassen. In dezelfde tijd kwamen echter ook steeds meer Russische productiegoederen naar het gebied, waardoor de noordelijke Sjoren hun levensstandaard aanmerkelijk konden verhogen.
In de loop van de Russische kolonisatie van Siberië kwamen ook orthodoxe missionarissen naar het gebied. In 1858 werden veel Sjoren bekeerd tot het Russisch-orthodoxe geloof, maar veel van hen bleven daarnaast vasthouden aan hun sjamanistische en animistische geloofsrituelen, zoals het vereren van bergen en wilde dieren (vooral beren).
Aan het begin van de 20e eeuw vervingen veel Sjoren hun nomadische bestaan voor een baan als boer. De Russische tsaren hadden echter de hele Altajregio tot "staatsgrond" verklaard, waardoor ze zich niet zomaar ergens konden vestigen. Tussen 1910 en 1913 werden grote stukken grond gedeeltelijk uitgegeven en gedeeltelijk gepacht aan individuele Sjorische boeren.

### Sovjetperiode
Onder het communisme werd ingezet op het doen verdwijnen van het analfabetisme, waarmee orthodoxe missionarissen eerder al een begin hadden gemaakt. Kon in 1900 nog slechts 1% van de Sjoren lezen en schrijven; in 1935 was dit opgelopen tot bijna de helft en hadden de Sjoren 32 scholen met 64 onderwijzers in hun eigen taal. Tussen 1925 en 1939 bestond er ook een speciaal nationaal district voor de Sjoren, dat echter vervolgens weer werd opgeheven.
De jaren 30 waren echter ook de tijd van de grote industrialisatie, die in de Koezbass grootschalige kolenmijnbouw en metallurgische fabrieken tot gevolg had met een enorme instroom en groei van Russische en andere bevolkingsgroepen in het gebied waar de Sjoren woonden. Tussen 1931 en 1938 daalde hierdoor hun aantal in het gebied van 38,8% naar 13%, waarna het alleen nog maar verder is gedaald. Ondertussen moesten veel noordelijke Sjoren wijken voor de bouw van industriële installaties en werden de zuidelijke Sjoren in dezelfde tijd gecollectiviseerd. Tegen 1949 werkte de helft van de Sjoren in de landbouw en een derde in de industrie. Daar de Sjoren, die van huis uit vaak jagers waren, slecht konden aarden in de landbouw, werd de collectivisatie geen succes en behaalden hun landbouwgronden nooit een grote opbrengst.

### Huidige situatie
Door de toegenomen Russische invloeden verdween veel van de Sjorische cultuur: veel Sjoren gingen in Russische huizen wonen en namen de Russische levensstijl over. De Sjorische taal wordt alleen (in steeds mindere mate) binnenshuis gesproken en echte instellingen voor het promoten van de Sjorische cultuur en taal zijn praktisch afwezig. De Sjoren zijn echter wel lid van de RAIPON.